# Microhelia immacula
Microhelia immacula là một loài bướm đêm trong họ Noctuidae.